# Kentin Mahé
Kentin Alain Pierre-Marie Mahé (* 22. Mai 1991 in Paris) ist ein französischer Handballspieler. Mahé spielt meist auf Rückraum Mitte, wurde zeitweise aber auch auf der linken Außenposition eingesetzt. Im September 2021 wurde ihm für den Gewinn der Goldmedaille mit der französischen Nationalmannschaft bei den Olympischen Spielen in Tokio der Ritterorden der Französischen Ehrenlegion verliehen.

## Karriere

### Verein
In der Jugend begann er beim AS Monaco. Im Jahr 2000 wechselte der Rechtshänder zum TSV Bayer Dormagen, wo er unter anderem von seinem Vater Pascal, Handball-Weltmeister 1995, trainiert wurde. Ab der Saison 2008/09 wurde Mahé in der Bundesligamannschaft eingesetzt. Ab der Spielzeit 2011/12 spielte er beim VfL Gummersbach. 2012 erreichte er das Finale im Europapokal der Pokalsieger. Im Sommer 2013 wechselte Mahé zum HSV Hamburg, den er nach zwei Spielzeiten verließ und im Juni 2015 bei der SG Flensburg-Handewitt einen Dreijahresvertrag unterschrieb. Mit Flensburg gewann er 2018 die deutsche Meisterschaft. Ab dem Sommer 2018 lief er für den ungarischen Verein KC Veszprém auf. Mit Veszprém gewann er 2019, 2023 und 2024 die ungarische Meisterschaft und erreichte 2019 das Finale der EHF Champions League. Dreimal triumphierte er mit den Ungarn in der SEHA-Liga.
Nach der Saison 2023/24 kehrte er zum VfL Gummersbach zurück.

### Nationalmannschaft
Bei der Junioren-EM 2010 in Bratislava wurde Mahé Most Valuable Player und zusammen mit seinem späteren Mitspieler bei Veszprém Gašper Marguč bester Torschütze des Turniers (beide 49 Tore). Im Oktober 2010 wurde Mahé zum ersten Mal in das Aufgebot der französischen Nationalmannschaft berufen. Er stand im erweiterten Aufgebot zur Europameisterschaft 2014. Bei der Weltmeisterschaft 2015 wurde er Weltmeister, wobei er im Finale ein Tor erzielte. Dadurch wurden Kentin und Pascal Mahé das erste Vater-Sohn-Duo, das mindestens je einen Handball-Weltmeistertitel gewonnen hat. Bei den Olympischen Spielen 2016 in Rio de Janeiro gewann er die Silbermedaille. 2017 gewann er zum zweiten Mal den WM-Titel. Bei der WM 2019 gewann er die Bronzemedaille, bei der WM 2021 unterlag er im Spiel um Platz 3 gegen Spanien. Mit Frankreich gewann er bei den Olympischen Spielen in Tokio die Goldmedaille. Bei der Weltmeisterschaft 2023 gewann er mit Frankreich die Silbermedaille. Bei der Europameisterschaft 2024 gewann er mit Frankreich die Goldmedaille, dabei kam er in acht Spielen zum Einsatz und warf 21 Tore.

## Saisonbilanzen
| Saison    | Verein                 | Spielklasse                 | Tore |
| --------- | ---------------------- | --------------------------- | ---- |
| 2011/12   | VfL Gummersbach        | Europapokal der Pokalsieger | 48   |
| 2013/14   | HSV Hamburg            | EHF Champions League        | 41   |
| 2014/15   | HSV Hamburg            | EHF-Pokal                   | 69   |
| 2015/16   | SG Flensburg-Handewitt | EHF Champions League        | 45   |
| 2016/17   | SG Flensburg-Handewitt | EHF Champions League        | 47   |
| 2017/18   | SG Flensburg-Handewitt | EHF Champions League        | 50   |
| 2018/19   | Telekom Veszprém HC    | EHF Champions League        | 58   |
| 2019/20   | Telekom Veszprém HC    | EHF Champions League        | 14   |
| 2019/20   | Telekom Veszprém HC    | SEHA-Liga                   | 3    |
| 2020/21   | Telekom Veszprém HC    | EHF Champions League        | 27   |
| 2020/21   | Telekom Veszprém HC    | SEHA-Liga                   | 11   |
| 2021/22   | Telekom Veszprém HC    | EHF Champions League        | 65   |
| 2021/22   | Telekom Veszprém HC    | SEHA-Liga                   | 11   |
| 2022/23   | Telekom Veszprém HC    | EHF Champions League        | 42   |
| 2023/24   | Telekom Veszprém HC    | EHF Champions League        | 11   |
| 2011–2024 | Gesamt                 |                             | 542  |

| Saison    | Verein                 | Spielklasse | Spiele | Tore | 7-Meter | Feldtore |
| --------- | ---------------------- | ----------- | ------ | ---- | ------- | -------- |
| 2008/09   | DHC Rheinland          | Bundesliga  | 10     | 11   | 0       | 11       |
| 2009/10   | DHC Rheinland          | Bundesliga  | 22     | 23   | 4       | 19       |
| 2010/11   | DHC Rheinland          | Bundesliga  | 34     | 108  | 2       | 106      |
| 2011/12   | VfL Gummersbach        | Bundesliga  | 33     | 151  | 19      | 132      |
| 2012/13   | VfL Gummersbach        | Bundesliga  | 21     | 113  | 21      | 92       |
| 2013/14   | HSV Hamburg            | Bundesliga  | 22     | 38   | 2       | 36       |
| 2014/15   | HSV Hamburg            | Bundesliga  | 34     | 161  | 13      | 148      |
| 2015/16   | SG Flensburg Handewitt | Bundesliga  | 26     | 60   | 13      | 47       |
| 2016/17   | SG Flensburg Handewitt | Bundesliga  | 32     | 104  | 23      | 81       |
| 2017/18   | SG Flensburg Handewitt | Bundesliga  | 34     | 64   | 33      | 31       |
| 2018/19   | Telekom Veszprém HC    | K&H Liga    | 25     | 67   | 19      | 48       |
| 2019/20   | Telekom Veszprém HC    | K&H Liga    | 6      | 21   | 7       | 14       |
| 2020/21   | Telekom Veszprém HC    | K&H Liga    | 22     | 94   | 16      | 78       |
| 2021/22   | Telekom Veszprém HC    | K&H Liga    | 22     | 83   | 17      | 66       |
| 2022/23   | Telekom Veszprém HC    | K&H Liga    | 25     | 56   | 13      | 43       |
| 2023/24   | Telekom Veszprém HC    | K&H Liga    | 17     | 55   | 11      | 44       |
| 2008–2024 | Gesamt                 |             | 385    | 1209 | 213     | 996      |

| Saison    | Verein                 | Spielklasse | Spiele | Tore | 7-Meter | Feldtore |
| --------- | ---------------------- | ----------- | ------ | ---- | ------- | -------- |
| 2016/17   | SG Flensburg Handewitt | DHB-Pokal   | 6      | 18   |         | 18       |
| 2017/18   | SG Flensburg Handewitt | DHB-Pokal   | 3      | 9    | 1       | 8        |
| 2018/19   | Telekom Veszprém HC    | Magyar Kupa | 3      | 6    | 1       | 5        |
| 2019/20   | Telekom Veszprém HC    | Magyar Kupa |        |      |         |          |
| 2020/21   | Telekom Veszprém HC    | Magyar Kupa | 3      | 8    |         | 8        |
| 2021/22   | Telekom Veszprém HC    | Magyar Kupa | 3      | 6    | 1       | 5        |
| 2022/23   | Telekom Veszprém HC    | Magyar Kupa | 3      | 5    | 1       | 4        |
| 2023/24   | Telekom Veszprém HC    | Magyar Kupa | 3      | 3    |         |          |
| 2016–2024 | Gesamt                 |             | 24     | 55   | 4       | 40       |

| Jahr      | Turnier                 | Spiele | Tore | Platzierung |
| --------- | ----------------------- | ------ | ---- | ----------- |
| 2015      | WM Qatar                | 9      | 18   | 1.          |
| 2016      | EM Polen                | 5      | 15   | 5.          |
| 2016      | Olympia Rio             | 8      | 25   | 2.          |
| 2017      | WM Frankreich           | 9      | 37   | 1.          |
| 2018      | EM Kroatien             | 8      | 34   | 3.          |
| 2019      | WM Deutschland/Dänemark | 10     | 44   | 3.          |
| 2021      | WM Ägypten              | 9      | 33   | 4.          |
| 2021      | Olympia Tokio           | 8      | 16   | 1.          |
| 2022      | EM Ungarn/Slowakei      | 5      | 20   | 4.          |
| 2023      | WM Polen/Schweden       | 9      | 36   | 2.          |
| 2024      | EM Deutschland          | 8      | 21   | 1.          |
| 2015–2024 | Gesamt                  | 88     | 299  |             |

## Erfolge

### Verein
Internationale Wettbewerbe
- Finalteilnehmer Super Globe 2013
- Finalteilnehmer Europapokal der Pokalsieger 2012
- Finalteilnehmer EHF-Pokal 2015
- Finalteilnehmer Champions League 2019
- Sieger SEHA-Liga 2019/20, 2020/21 und 2021/22

Nationale Wettbewerbe
- Ungarischer Meister (3): 2019, 2023, 2024
- Ungarischer Pokalsieger (4): 2021, 2022, 2023, 2024
- Deutscher Meister (1): 2018
  - Vize-Meister der Handball-Bundesliga 2016, 2017
- Finalteilnehmer DHB-Pokal 2016, 2017
- Vize-Meister A-Jugend Handball-Bundesliga: 2008

### Nationalmannschaft
Frankreich
- Weltmeisterschaft :
  - Goldmedaille Weltmeisterschaft 2015 in Katar
  - Goldmedaille Weltmeisterschaft 2017 in Frankreich
  - Silbermedaille Weltmeisterschaft 2023 in Schweden und Polen
  - Bronzemedaille Weltmeisterschaft 2019 in Dänemark und Deutschland
  - 4. Platz Weltmeisterschaft 2021 in Ägypten
- Olympische Spiele :
  - Silbermedaille bei den Olympischen Spielen 2016 in Rio de Janeiro
  - Goldmedaille bei den Olympischen Spielen 2020 in Tokio
- Europameisterschaft :
  - Goldmedaille bei der Europameisterschaft 2014 in Dänemark
  - 5. Platz bei der Europameisterschaft 2016 in Polen
  - Bronzemedaille bei der Europameisterschaft 2018 in Kroatien
  - Goldmedaille bei der Europameisterschaft 2024 in Deutschland

Frankreich Jugend und Junioren
- 7. Platz bei der Jugend-Europameisterschaft 2008
- 9. Platz bei der Jugend-Weltmeisterschaft 2009
- 6. Platz bei der Junioren-Europameisterschaft 2010

### Individuelle Auszeichnungen
- Bester Spieler und Co-Torschützenkönig bei der Junioren-Europameisterschaft 2010
- Bester Spieler des Final4 im EHF-Pokal 2015
- Bester Mittelmann der Champions League 2018/19